# Hector, el Father
Héctor Delgado Román (nascido a 4 de setembro de 1979, em Carolina), popularmente conhecido como Hector "El Father", é um cantor porto-riquenho de reggaeton é um pastor evangélico. Atualmente, segue carreira solo, mas já fez parte de uma dupla com Tito El Bambino. Uma de suas canções, "Maldades", do álbum The Bad Boy, figurou na trilha sonora de Grand Theft Auto IV, mais precisamente na playlist da estação San Juan Sounds.

## Biografia
Em 2002 tornou-se membro cristão evangélico da Iglesia Cristo Misionero em Canóvanas.
Depois de deixar a cena musical em 2008, ele estudou teologia na Southern Methodist University e obteve um Bachelor of Divinity.
Em 2015 fundou os Ministérios da Rádio Maranatha em à Río Grande (Porto Rico).
Em 2018, tornou-se pastor da igreja evangélica iglesia Maranatha em Río Grande (Porto Rico).

## Discografia

### com Tito "El Bambino"
- Violencia Musical (1998)
- Nuevo Milenio (2000)
- Lo De Antes (2001)
- A La Reconquista (2002)
- La Historia Live (2003)
- Season Finale 1998-2003 (2005)

### Álbuns solo
- 2006: The Bad Boy
- 2007: The Bad Boy: The Concert
- 2007: El Rompe Discoteka: The Mix Album
- 2007: The Bad Boy: The Most Wanted Edition
- 2008: Mi Trayectoria
- 2008: El Juicio Final

### Coletâneas
- The Godfather (2002)
- Los Anormales (2004)
- Sangre Nueva (2005)
- Gold Star Music: Reggaeton Hits (2005)
- Los Rompe Discotekas (2006)
- Cristo Y Sus Amigos (?)

### Singles
- "Caserios #2" (com Don Omar) (2003)
- "Noche de Travesura" (com Divino) (2004)
- "Tú Quieres Duro" (2004)
- "Vamos Pa' La Calle" (2004)
- "Mirándonos" (com Zion) (2004)
- "Yo Sigo Aquí" (com Naldo) (2004)
- "Ronca" (Feat. Don Omar & Zion) (2004)
- "Vamos a Matarnos En La Raya" (2004)
- "Dale Castigo" (2005)
- "Calor" (2005)
- 'La Barria" (com Wisin & Yandel) (2005)
- "Sácala" (Feat. Don Omar, Wisin & Yandel) (2005)
- "La Envidia" (com Polaco) (2005)
- "Déjale Caer To' El Peso" (com Yomo) (2005)
- "No Hay Nadie" (com Yomo & Victor Manuelle) (2005)
- "Los Cojo Bajando" (com Yomo & Polaco) (2005)
- "Here We Go Yo" (com Jay-Z) (2006)
- "El Teléfono" (com Wisin & Yandel) (2006)
- "Hello Mama (Remix)" (com Yomo, Jim Jones, & Ghetto) (2006)
- "Here We Go Yo Remix" (Tiradera Pa Arcangel) (com Wisin & Yandel, Polaco, Yomo & Jay Z) (2006)
- "Rumor de Guerra" (2006)
- "Maldades" (2006)
- "Sola" (2006)
- "Te Vas" (com Ken-Y) (2006)
- "No Haces Na'" (com Yomo) (2007)
- "Hola Bebé" (com Jowell & Randy) (2007)
- "Pa' La Tumba" (2007)
- "Bajen Pa'Aca" (2007)
- "Te Vi Llorar" (2008)
- "Up In The Club" (com CeCile) (Caribbean Connection) (2008)
- "Y Llora" (2008)
- "Si Me Tocaras" (com Harry Maldonado) (2008)
- "Entre El Bien y El Mal" (com Cosculluela) (2008)
- "Payaso" (2008)
- "Y Llora (Reaggaeton Remix)" (2009)
- "La Fiesta (com Harry Maldonado)"(2009)
- "Pegadito (com Tommy Torres)" (2009)
- "La Última Cena" (?)